# Geração à Rasca
Geração à rasca ("Generación precaria" o "Generación en aprietos") es el nombre dado a un conjunto de manifestaciones que tuvieron lugar en Portugal en 12 de marzo de 2011, las mayores manifestaciones no vinculadas a partidos políticos desde la Revolución de los claveles. El nombre es un juego de palabras con la expresión "geração rasca" ("generación despreciable"), utilizada para describir a la generación que protestó durante los años '90 contra la política de Educación de la entonces ministra Manuela Ferreira Leite. 
El movimiento de protesta de la geração à rasca, autotitulado: "apartidario, laico y pacífico", se inició en Facebook y reivindicaba mejoras de las condiciones de trabajo, principalmente para jóvenes cualificados. El manifiesto publicado en el grupo de la red social incitaba a la participación en la manifestación de Lisboa del 12 de marzo de 2011 para todos los "desempleados, "quinientoseuristas" y otros mal remunerados, esclavos disfrazados, subcontratados, contratados temporalmente, falsos trabajadores autónomos, trabajadores intermitentes, temporeros, trabajadores-estudiantes, estudiantes, madres, padres e hijos de Portugal.